# Elecciones parlamentarias de Escocia de 2011
Las elecciones al Parlamento escocés de 2011 se celebraron el 5 de mayo de 2011 y son la cuarta convocatoria electoral desde que entrara en funcionamiento el Parlamento escocés, tras la Ley de Escocia de 1999. Las elecciones coincidieron con las elecciones municipales en todos los municipios de Escocia, así como con las elecciones a la Asamblea Nacional de Gales y elecciones municipales en diversas villas y ciudades de Inglaterra y Gales.
Los nacionalistas fueron la agrupación más votada, obteniendo la mayoría absoluta, con 69 escaños de los 129 del Parlamento.

## Resultados
| Partido | Partido                   | Voto en circunscripciones | %     | +/-     | Escaños | +/-  | Voto regional | %     | +/-    | Escaños | +/-  | Escaños totales | +/-  |
|         | Partido Nacional Escocés  | 902.915                   | 45,39 | + 12,46 | 53      | + 32 | 876.421       | 44,04 | + 13,3 | 16      | - 9  | 69              | + 23 |
|         | Partido Laborista         | 630.461                   | 31,69 | - 0,45  | 15      | - 20 | 523.559       | 26,31 | - 2,85 | 22      | + 13 | 37              | - 7  |
|         | Partido Conservador       | 276.652                   | 13,91 | - 2,69  | 3       | - 3  | 245.967       | 12,36 | - 1,55 | 12      | - 2  | 15              | - 5  |
|         | Partido Liberal-Demócrata | 157.714                   | 7,93  | - 8,25  | 2       | - 9  | 103.472       | 5,20  | - 6,1  | 3       | - 3  | 5               | - 12 |
|         | Partido Verde Escocés     | -                         | -     | -       | -       | -    | 87.060        | 4,38  | + 0,33 | 2       | + 1  | 2               | + 1  |
|         | Independiente             | 12.357                    | 0,62  | - 0,62  | 0       | 0    | 22.306        | 1,12  | + 0,08 | 1       | 0    | 1               | 0    |
|         | Otros                     |                           |       |         |         |      |               |       |        |         |      |                 |      |
| Total   |                           |                           |       |         |         |      |               |       |        |         |      |                 |      |